# OpenCV
Az OpenCV (Open Source Computer Vision Library) egy ingyenes, nyílt forráskódú függvénykönyvtár, amely a gépi látás megvalósításához szükséges programozási funkciókat tartalmaz. Több platformon és több programozási nyelvvel használható, leggyakrabban Python vagy C++-ban írt programokban alkalmazzák.
A legfrissebb kiadás az OpenCV GitHub-oldaláról vagy a SourceForge-ról szerezhetők be.

## Rövid története
Az OpenCV fejlesztése hivatalosan 1999-ben indult az Intel Research kezdeményezésére. A fejlesztés céljai az volt, hogy egy optimalizált kódot hozzanak létre a gépi látás kutatásához. Az OpenCV első verziója 2000-ben, az IEEE Számítógépes látás és mintafelismerés konferenciáján jelent meg. Öt béta verzió után az 1.1-es változat 2008 októberében jelent meg.

## Támogatott operációs rendszerek
Az OpenCV a következő operációs rendszereken fut: Windows, Linux, macOS, FreeBSD, NetBSD, OpenBSD.
Az OpenCV a következő mobil operációs rendszereken fut: Android, iOS.

## Fordítás
Ez a szócikk részben vagy egészben  az   OpenCV című angol Wikipédia-szócikk ezen változatának fordításán alapul.  Az eredeti cikk szerkesztőit annak laptörténete sorolja fel. Ez a jelzés csupán a megfogalmazás eredetét és a szerzői jogokat jelzi, nem szolgál a cikkben szereplő információk forrásmegjelöléseként.